# Кальката
Кальката (итал. Calcata) — коммуна в Италии, располагается в регионе Лацио, в провинции Витербо.
Население составляет 892 человека (2008 г.), плотность населения составляет 116 чел./км². Занимает площадь 8 км². Почтовый индекс — 1030. Телефонный код — 0761.
Покровителями коммуны почитаются святые Корнелий (папа римский) и Киприан Карфагенский, празднование 16 сентября.
По преданию в коммуне пребывала реликвия: крайняя плоть Иисуса Христа. В день Обрезания Господня ежегодно проходили праздничные шествия, в ходе которых препуций проносился по улицам. С 1983 года в связи с кражей реликвии традиция была прервана.

## Демография
Динамика населения:

## Администрация коммуны
- Официальный сайт: http://www.comunecalcata.it/